# Réacteur S3W

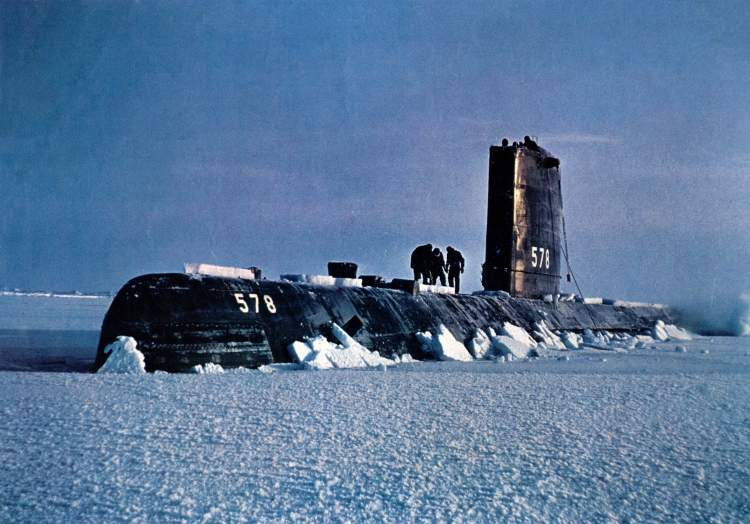
L'USS Skate (SSN-578) au pôle Nord en 1959.

Le S3W Reactor est un réacteur nucléaire conçu par Westinghouse Electric et utilisé par l’United States Navy pour fournir de l’électricité ainsi que la propulsion sur ses sous-marins nucléaires.
L’acronyme S3W signifie :
- S = sous-marin (Submarine)
- 3 = numéro de la génération pour le fabricant
- W = Westinghouse Electric pour le nom du fabricant

Le S3W est une version améliorée du premier réacteur embarqué à bord de l'USS Nautilus (SSN-571). Les sous-marins équipés de ce type de réacteur nucléaire sont l'USS Halibut (SSGN-587) ainsi que quatre bâtiments de la classe Skate : l'USS Skate (SSN-578) et l'USS Sargo (SSN-583). À noter que le réacteur S3W, une variante du SW2 est embarqué sur les USS Seadragon (SSN-584) et USS Swordfish (SSN-579).
Chaque réacteur développe une puissance de 7 300 SHP, soit environ 5,5 MW. La durée de vie du cœur était initialement de 2000 heures à pleine puissance mais fut augmenté pour passer à 2500 heures.